# 马里奥波利斯
马里奥波利斯是巴西巴拉那州的一个市镇。总面积230.741平方公里，总人口5956人，人口密度25.8人/平方公里。